# Бренешть (Молдова)
Бренешть (рум. Brănești) — село в Оргіївському районі Молдови. Входить до складу комуни, адміністративним центром якої є село Іванча.

## Населення
За даними перепису населення 2004 року у селі проживали 2486 осіб.
Національний склад населення села:
| Національність       | Кількість осіб | Відсоток   |
| -------------------- | -------------- | ---------- |
| молдавани румуни     | 2093 4         | 84,2% 0,2% |
| росіяни              | 181            | 7,3%       |
| українці             | 125            | 5,0%       |
| гагаузи              | 38             | 1,5%       |
| болгари              | 13             | 0,5%       |
| цигани               | 12             | 0,5%       |
| євреї                | 1              | < 0,1%     |
| поляки               | 1              | < 0,1%     |
| інша / без відповіді | 18             | 0,7%       |
| Всього               | 2486           | 100%       |